# Z 6300
,,,
Les Z 6300 constituent une série d'automotrices électriques monocourant 25 kV de banlieue de la SNCF, livrées de 1967 à 1970. Version raccourcie des Z 6100, elles s'inscrivent dans la longueur réduite des quais de Transilien Paris Saint-Lazare. Progressivement mutées en province, elles disparaissent d'abord du réseau Transilien en 2003, puis définitivement en 2008.

## Caractéristiques
Les Z 6300 ont marqué le paysage de la banlieue Saint-Lazare durant près d'une quarantaine d'années, même si leur confort relatif, peu apprécié des usagers, et leur ambiance sonore, ne laisseront pas un grand souvenir. Courtes mais pouvant circuler en unité multiple de trois éléments soit neuf caisses, elles ont remplacé une partie des anciens matériels « Standard » circulant sous 750 volts sur la banlieue Saint-Lazare.
Les Z 6300 sont commandées à Carel Fouché Languepin / CEM à trente-cinq exemplaires en avril 1965 (vingt-neuf rames) et février 1966 (six rames). Elles sont construites à Aubevoye dans l'Eure.
Elles sont réalisées sur le modèle des Z 6100 du réseau Nord, dont elles constituent une version courte, avec une longueur hors tout de 60,100 m au lieu de 74,450 m. Cette longueur est déterminée par les quais relativement courts de la gare de Paris-Saint-Lazare, une unité multiple de trois éléments (UM3) devant être accueillie le long d'un quai de 190 m. En revanche, leur largeur est supérieure aux Z 6100, avec 2,98 m contre 2,85 m, et leur hauteur est également plus grande avec 3,35 m au lieu de 3,30 m. Elles s'en distinguent aussi par le nombre de fenêtres, huit par face latérale au lieu de douze, groupées par deux au lieu de trois entre deux portes. Afin de desservir des quais mi-hauts ou bas, elles sont équipées de marchepieds effaçables qui peuvent être mis dans la position souhaitée avant de commencer leur service, selon la ligne desservie.
La masse en ordre de marche de 105 t est inférieure à celle des Z 6100 de plusieurs tonnes, tout en étant dotée de la même puissance. Légères et nerveuses, mais équipées d'un seul bogie moteur, elles sont souvent victimes de patinage. Tout comme les Z 6100 de 1re sous-série, ces éléments sont équipés d'une motorisation à graduateur et de boggies à suspension mécanique. Aptes à circuler à 120 km/h, leur vitesse est bien adaptée au service banlieue, mais nettement moins au service régional auquel elles seront affectées en fin de carrière.
Les Z 6300 ont été  aménagées pour emporter 497 voyageurs dont 40 assis en première classe. Cette capacité n'a pas été modifiée avec la suppression en Île-de-France de la première classe, en 1999. Par contre, sur les éléments mutés en province, le compartiment de 1re classe est maintenu, mais réduit de moitié (trois travées de sièges au lieu de cinq, soit 24 sièges).  
À l'origine et à l'instar des Z6100, elles étaient équipées de banquettes en skaï bleu acier en deuxième classe et rouge en première,  cependant le skaï bleu acier fut remplacé per du skaï orange à partir de la fin des années 1970. 
Ces automotrices sont entièrement compatibles avec les matériels Z 6100, comme l'illustre une photo prise au dépôt de la Chapelle, où, après accident, la ZR 26115 est remplacée momentanément par la ZR 26310 en attendant son remplacement définitif par la remorque RIB ZR 29208 (1969).

## Services
Livrées de 1967 à 1970 et affectées au dépôt d'Achères, les Z 6300 sont utilisées à partir d'octobre 1967 pour la desserte des groupes V et VI de la banlieue Saint-Lazare (Paris-Mantes-la-Jolie via Poissy ou Argenteuil). 
À la fin des années 1970, après l'achèvement du viaduc ferroviaire de Nanterre sur la Seine, elles assurent temporairement des liaisons entre Paris et Poissy via Nanterre-Université par le groupe III de la banlieue Saint-Lazare avant la livraison des dernières Z 6400.
Elles desservent ensuite Pontoise puis Gisors après l'électrification de cette radiale en septembre 1982. Les éléments sont mutés au dépôt de Saint-Lazare-Levallois en janvier 1986, sans que cela modifie leur service.
En 1989, l'arrivée du MI 84 sur le RER A provoque la mutation d'une dizaine d'éléments au dépôt de Thionville, en Lorraine, afin d'assurer, avec des Z2 monophasé (Z 11500), la desserte des lignes régionales électrifiées en lieu et place d'autorails EAD.  Trois autres éléments suivent la même voie en mai-juin 1989 (Z 6333, 6334 et 6335).  

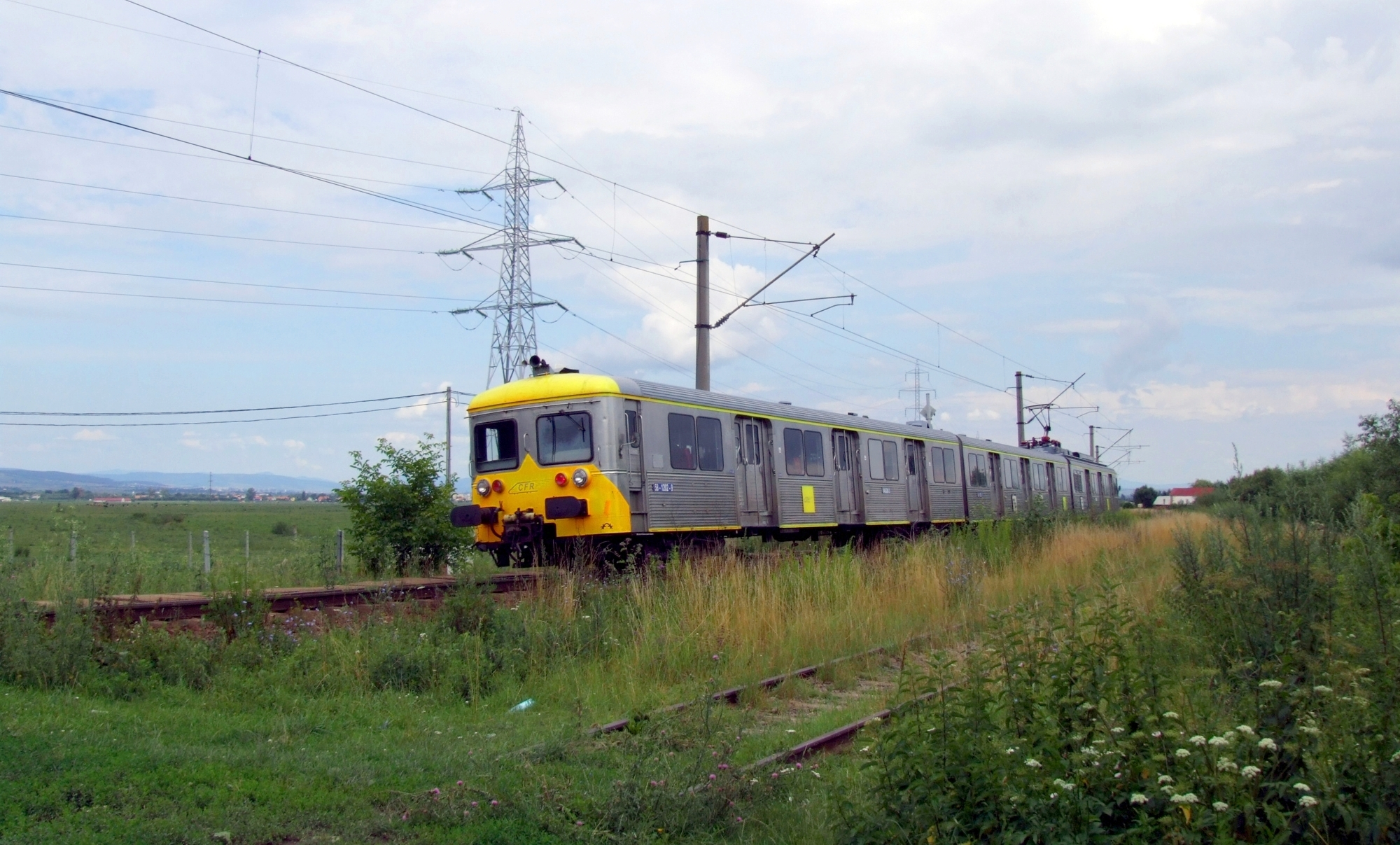
Une ex-Z 6300 devenue automotrice type 58 de la compagnie des Chemins de fer roumains.

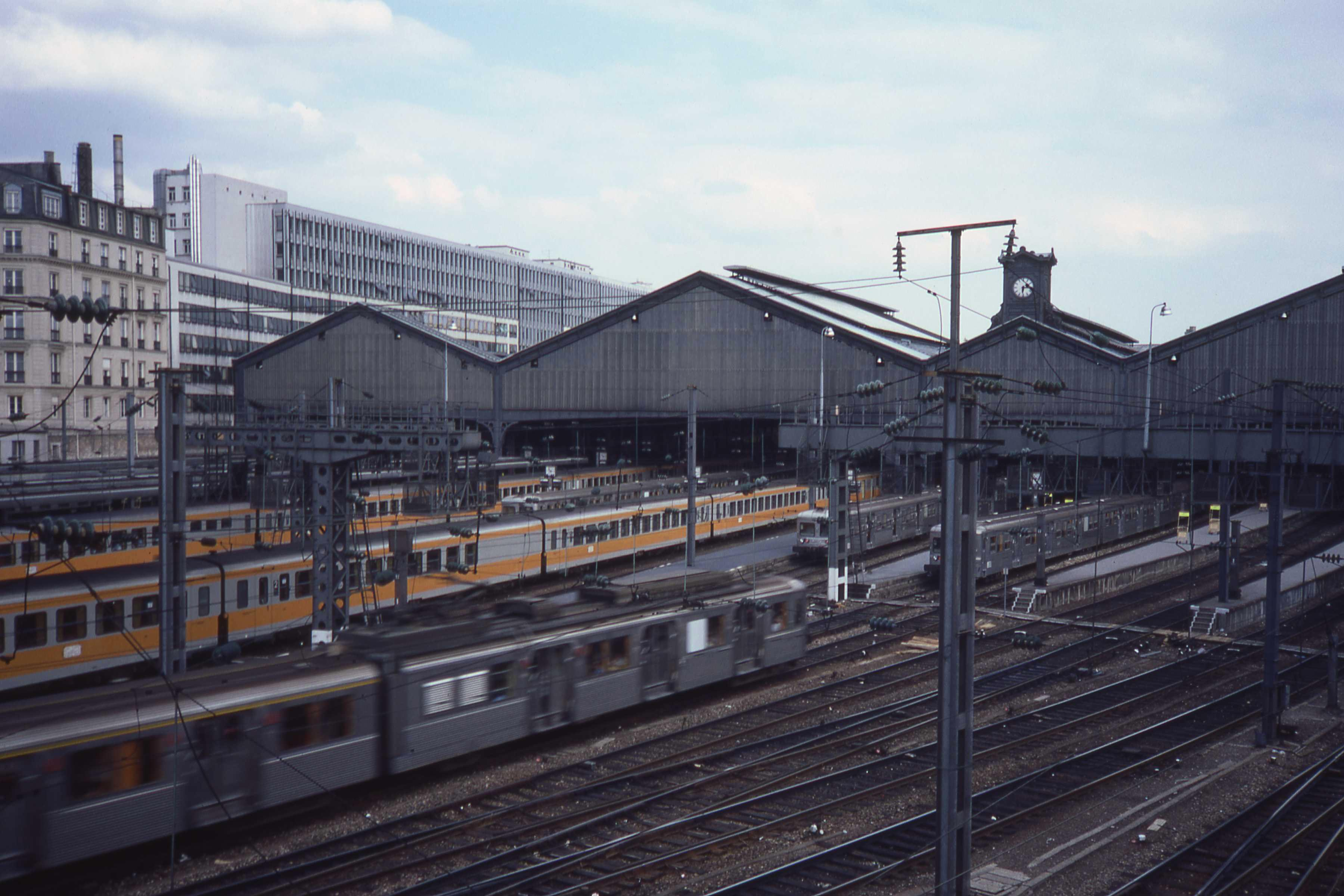
Éléments Z 6300 en gare de Paris-Saint-Lazare, en 1984.

De mars à septembre 1990, sept autres éléments sont mutés, cette fois à Longueau en Picardie où les rejoignent les trois derniers éléments transférés à Thionville. Afin d'améliorer leur maintenance, les Z 6300 de province sont toutes regroupées au dépôt de Longueau en septembre 1996, sans que cela ne modifie leurs services. Finalement, les éléments mutés initialement à Thionville y retournent le 29 novembre 1998.
En 2000, un premier élément de Thionville est réformé (Z 6304). Sur le réseau Saint-Lazare, l'arrivée des Z 22500, livrées en 1997 deux ans avant l'ouverture du RER E, et l'utilisation de Z 20500 et de Z 8800, réduisent fortement l'utilisation des Z 6300. Très dégradées par le vandalisme et d'un confort dépassé, les Z 6300 de Saint-Lazare-Levallois sont toutes garées en novembre 2003, avant l'application d'une directive européenne imposant le blocage des portes en marche le 1er janvier 2004. Toutes sont radiées en février 2004.
L'augmentation des dessertes décidées par le Conseil régional de Lorraine accorde un ultime répit aux cinq dernières rames encore en service (Z 6310, 6320, 6330, 6332 et 6334). Les derniers « p'tits gris » de Thionville bénéficient en conséquence du blocage des portes, ce qui leur octroie un ultime sursis avant l'arrivée des TER 2N NG.
Elles achèvent leur longue carrière sur le TER Lorraine, assurant des trains omnibus comme Metz - Thionville, Metz - Hagondange -  Conflans - Jarny, Thionville - Apach et Thionville - Bouzonville. Le dernier service commercial sur cette ligne est effectué par la Z 6330 le 12 avril 2008. Les prestations sont alors reprises par des Z2 ou des ZGC. 
La Z 6325 de Paris-Saint-Lazare a parcouru 3 852 826 km de juin 1969 à novembre 2003, date de son retrait de service. 
Sept automotrices ont été vendues aux Chemins de fer roumains en 2008 (Z 6301, 6306, 6309, 6313, 6316, 6319 et 6333), où elles ont été renumérotées 58-1001 à 1007. Sept autres éléments de Thionville étaient également proposés à la vente, dont les cinq dernières en circulation cette même année.